# Донецко-Грушевское акционерное общество каменноугольных и антрацитовых копей

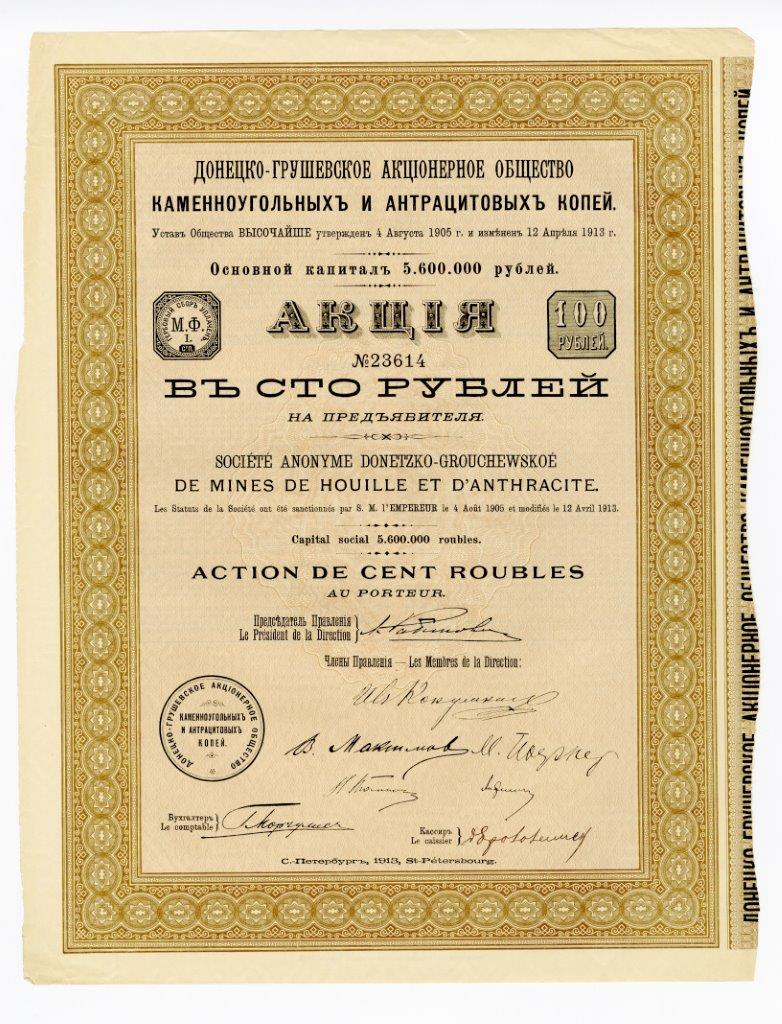
Акция в 100 руб. на предъявителя Донецко-Грушевского акционерного общества каменноугольных и антрацитовых копей с основным капиталом в 5,6 млн.руб. С.-Петербург, 1913 г.

Первоначально называвшееся "Грушевский антрацит", "Донецко-Грушевское акционерное общество каменноугольных и антрацитных копей" было создано в 1905 г. и занималось разработкой антрацитовых рудников, расположенных близ г. Александровска-Грушевского (Область Войска Донского, Черкасский округ), а также торговлей антрацитом и каменным углем на основании Высочайше утвержденного 4 августа того года Устава. После утверждения внесенных в Устав изменений 2 апреля 1913 г. Общество получило свое окончательное название, под которым и просуществовало вплоть до последовавшего на основании декрета СНК от 28 июня 1918 "О национализации крупнейших предприятий..." перехода в собственность РСФСР.
В 1911-1916 гг. по инициативе Донецко-Грушевского акционерного общества каменноугольных и антрацитовых копей в Западном Донбассе производились системные геологоразведки, которые указали на основной пласт т.н. «Гришинской» свиты углей, разрабатываемый на Новоэкономическом  руднике Общества. Для обеспечения бесперебойной работы рудника к 1913 г. была проложена узкоколейка ( т.н. "дековилевский путь") от промплощадки до станции Гришино) 
Основной капитал Донецко-Грушевского АО, изначально составлявший 2 млн. руб., после реорганизации компании в 1913 г. был доведен до 5,6 млн. руб. Правление Общества заседало в Санкт-Петербурге (улица Конюшенная 29), главная контора находилась в Ростове-на-Дону. С 1914 года Общество входило в состав концерна крупного русского предпринимателя Н. А. Второва. 